# Tinnsjå
Der Tinnsjå (Tinnsjø, Tinnsjøen) ist ein See in den Kommunen Tinn und Notodden in der Provinz Telemark. Er ist der dritttiefste See in Norwegen nach dem Hornindalsvatnet und dem Salvatnet. Der See ist Teil des Flusssystems Skiensvassdraget.

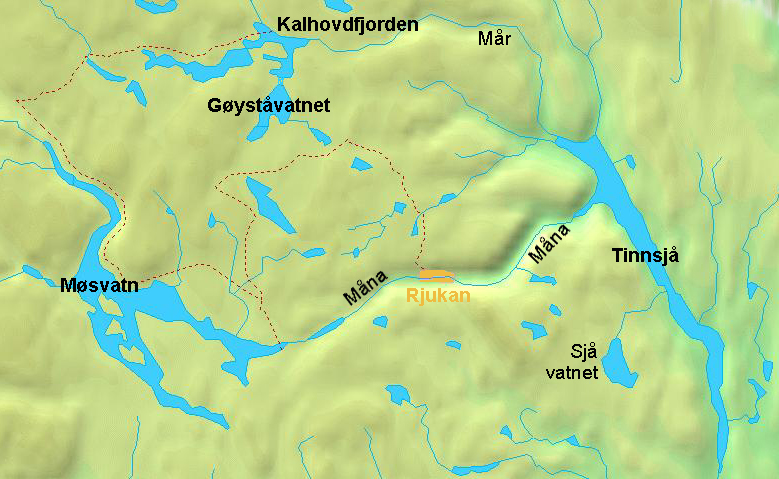
Der Tinnsjå mit seinem Hauptzuflüssen Måna und Mår

## Orte am Tinnsjø
- Feten
- Atrå
- Atrå brygge
- Austbygd
- Mæl
- Hovin